# Совет министров СССР на 25 апреля 1962 года
Совет министров СССР на 25 апреля 1962 года — персональный состав Правительства СССР — Совет Министров СССР образованный избранным 25 апреля 1962 года Верховным Советом СССР 6-го созыва, и действовавший до 3 августа 1966 года, когда следующим созывом Верховного Совета СССР был утверждён его новый состав Совета министров СССР.

## Порядок образования
Предыдущий Совет Министров СССР слагает свои полномочия перед вновь избранным Верховным Советом СССР на его первой сессии.
Согласно статьям 31-33 Регламента Верховного Совета СССР на 1 сессии избранный Верховный Совет СССР назначает Председателя Совета Министров СССР и поручает ему представить предложение о персональном составе Совета Министров СССР, рассматривает его предложения, и по кандидатурам проводится общее голосование депутатов — по каждой кандидатуре или по всем кандидатурам одновременно. Об образовании Совета Министров СССР Верховный Совет СССР принимает постановление.

## Состав
- Председатель Совета Министров СССР — Хрущёв Никита Сергеевич
- Первый заместитель Председателя Совета Министров СССР — Косыгин Алексей Николаевич
- Первый заместитель Председателя Совета Министров СССР — Микоян Анастас Иванович
- Заместитель Председателя Совета Министров СССР, Председатель Государственного научно-экономического совета Совета Министров СССР — Засядько Александр Фёдорович
- Заместитель Председателя Совета Министров СССР, Председатель Государственного комитета заготовок Совета Министров СССР — Игнатов Николай Григорьевич
- Заместитель Председателя Совета Министров СССР, Председатель Госплана СССР — Новиков Владимир Николаевич
- Заместитель Председателя Совета Министров СССР, Председатель Государственного комитета Совета Министров СССР по координации научно-исследовательских работ — Руднев Константин Николаевич
- Заместитель Председателя Совета Министров СССР — Устинов Дмитрий Фёдорович
- Председатель Комиссии Президиума Совета Министров СССР по внешнеэкономическим вопросам — Министр СССР — Лесечко Михаил Авксентьевич
- Министр внешней торговли СССР — Патоличев Николай Семёнович
- Министр морского флота СССР — Бакаев Виктор Георгиевич
- Министр путей сообщения СССР — Бещев Борис Павлович
- Министр среднего машиностроения СССР — Славский Ефим Павлович
- Министр строительства электростанций СССР — Новиков Игнатий Трофимович
- Министр транспортного строительства СССР — Кожевников Евгений Фёдорович
- Министр высшего и среднего специального образования СССР — Елютин Вячеслав Петрович
- Министр геологии и охраны недр СССР — Сидоренко Александр Васильевич
- Министр здравоохранения СССР — Курашов Сергей Владимирович
- Министр иностранных дел СССР — Громыко Андрей Андреевич
- Министр культуры СССР — Фурцева Екатерина Алексеевна
- Министр обороны СССР — Малиновский Родион Яковлевич
- Министр связи СССР — Псурцев Николай Демьянович
- Министр сельского хозяйства СССР — Пысин Константин Георгиевич
- Министр финансов СССР — Гарбузов Василий Фёдорович
- Председатель Комиссии государственного контроля Совета Министров СССР — Енютин Георгий Васильевич
- Председатель Государственного комитета Совета Министров СССР по вопросам труда и заработной платы — Волков Александр Петрович
- Председатель Государственного комитета Совета Министров СССР по профессионально-техническому образованию — Зеленко Генрих Иосифович
- Председатель Государственного комитета Совета Министров СССР по радиовещанию и телевидению — Харламов Михаил Аверкиевич
- Председатель Государственного комитета Совета Министров СССР по автоматизации и машиностроению — Министр СССР — Костоусов Анатолий Иванович
- Председатель Государственного комитета Совета Министров СССР по авиационной технике — Министр СССР — Дементьев Пётр Васильевич
- Председатель Государственного комитета Совета Министров СССР по оборонной технике — Министр СССР — Смирнов Леонид Васильевич
- Председатель Государственного комитета Совета Министров СССР по радиоэлектронике — Министр СССР — Калмыков Валерий Дмитриевич
- Председатель Государственного комитета Совета Министров СССР по электронной технике — Министр СССР — Шокин Александр Иванович
- Председатель Государственного комитета Совета Министров СССР по судостроению — Министр СССР — Бутома Борис Евстафьевич
- Председатель Государственного комитета Совета Министров СССР по химии — Министр СССР — Фёдоров Виктор Степанович
- Председатель Государственного комитета Совета Министров СССР по чёрной и цветной металлургии — Министр СССР — Бойко Всеволод Ефимович
- Председатель Государственного комитета Совета Министров СССР по топливной промышленности — Министр СССР — Мельников Николай Васильевич
- Председатель Государственного комитета Совета Министров СССР по лесной, целлюлозно-бумажной, деревообрабатывающей промышленности и лесному хозяйству — Министр СССР — Орлов Георгий Михайлович
- Председатель Государственного комитета Совета Министров СССР по использованию атомной энергии — Петросьянц Андроник Мелконович
- Председатель Государственного комитета Совета Министров СССР по делам строительства — Гришманов Иван Александрович
- Председатель Государственного комитета Совета Министров СССР по внешним экономическим связям — Скачков Семён Андреевич
- Председатель Государственного комитета Совета Министров СССР по культурным связям с зарубежными странами — Романовский Сергей Калистратович
- Председатель Комитета государственной безопасности при Совете Министров СССР — Семичастный Владимир Ефимович
- Председатель Всесоюзного объединения Совета Министров СССР «Союзсельхозтехника» — Кучумов Павел Сергеевич
- Первый заместитель Председателя Госплана СССР — Министр СССР — Дымшиц Вениамин Эммануилович
- Первый заместитель Председателя Госплана СССР — Министр СССР — Рябиков Василий Михайлович
- Заместитель Председателя Госплана СССР — Министр СССР — Зотов Василий Петрович
- Заместитель Председателя Госплана СССР — Министр СССР — Строкин Николай Иванович
- Начальник Главного управления рыбного хозяйства при Госплане СССР — Министр СССР — Ишков Александр Акимович
- Первый заместитель Председателя Государственного комитета заготовок Совета министров СССР — Министр СССР — Корниец Леонид Романович
- Первый заместитель Председателя Государственного научно-экономического совета Совета Министров СССР — Министр СССР — Горегляд Алексей Адамович
- Заместитель Председателя Государственного научно-экономического совета Совета Министров СССР — Министр СССР — Тихонов Николай Александрович
- Начальник Главного управления газовой промышленности при Совете Министров СССР — Министр СССР — Кортунов Алексей Кириллович
- Председатель правления Всесоюзного банка финансирования капитальных вложений — Министр СССР — Караваев Георгий Аркадьевич
- Председатель правления Государственного банка СССР — Коровушкин Александр Константинович
- Начальник Центрального статистического управления при Совете Министров СССР — Старовский Владимир Никонович

В соответствии со статьёй 70 Конституции СССР 1936 года в редакции 24 апреля 1962 года в состав Совета Министров СССР входили Председатели Советов Министров союзных республик по должности:
- Председатель Совета Министров РСФСР — Полянский Дмитрий Степанович
- Председатель Совета Министров Украинской ССР — Щербицкий Владимир Васильевич
- Председатель Совета Министров Белорусской ССР — Киселёв Тихон Яковлевич
- Председатель Совета Министров Узбекской ССР — Курбанов Рахманкул
- Председатель Совета Министров Казахской ССР — Дауленов Салькен
- Председатель Совета Министров Грузинской ССР — Джавахишвили Гиви Дмитриевич
- Председатель Совета Министров Азербайджанской ССР — Алиханов Энвер Назарович
- Председатель Совета Министров Литовской ССР — Шумаускас Мотеюс Юозович
- Председатель Совета Министров Молдавской ССР — Диордица Александр Филиппович
- Председатель Совета Министров Латвийской ССР — Рубен Виталий Петрович
- Председатель Совета Министров Киргизской ССР — Мамбетов Болот
- Председатель Совета Министров Таджикской ССР — Кахаров Абдулахад
- Председатель Совета Министров Армянской ССР — Кочинян Антон Ервандович
- Председатель Совета Министров Туркменской ССР — Анналиев Абды Анналиевич
- Председатель Совета Министров Эстонской ССР — Клаусон Вальтер Иванович